# Gerald Flood
Gerald Robert Flood (Portsmouth, 21 aprile 1927 – Farnham, 12 aprile 1989) è stato un attore e doppiatore britannico.

## Biografia
Cresciuto nel Surrey dove era attore nella compagnia del Castle Theatre, durante la seconda guerra mondiale servì nella RAF come operatore audio e in seguito prima di essere attore era impiegato. Tra i suoi ruoli più noti che quello dell'androide Kamelion a cui prestò la voce tra il 1983 e il 1984 nella serie televisiva Doctor Who. Uomo con problemi economici e di alcool, visse con la moglie in un piccolo appartamento di Aldershot. Morì nove giorni prima del suo sessantaduesimo compleanno a causa di un infarto. Era il nonno del giocatore di rugby Toby Flood.

## Filmografia

### Cinema
- Smokescreen, regia di Jim O'Connolly (1964)
- Patton, generale d'acciaio (Patton), regia di Franklin Schaffner (1970)
- Nero criminale - Le belve sono tra noi (Frightmare), regia di Pete Walker (1974)

### Film TV
- The Complaisant Lover, regia di Stuart Burge (1961)
- Summer and Winter, regia di Richard Doubleday (1965)
- Charley's Aunt, regia di Graeme Muir (1977)
- Early Days, regia di Anthony Page (1981)

### Serie TV
- BBC Sunday-Night Theatre – serie TV, episodi 8x21 (1957)

- All Aboard – serie TV, episodi 1x2 (1959)
- Pathfinders in Space – serie TV, 7 episodi (1960)
- Pathfinders to Mars – serie TV, 7 episodi (1960-1961)
- Pathfinders to Venus – serie TV, 8 episodi (1961)
- Plateau of Fear – serie TV, episodi 1x1-1x21x3 (1961)
- Top Secret – serie TV, episodi 2x2-2x9 (1962)
- Out of This World – serie TV, episodi 1x3 (1962)
- Man of the World – serie TV, episodi 1x1 (1962)
- It Happened Like This – serie TV, episodi 1x1 (1962)
- City Beneath the Sea – serie TV, 7 episodi (1962)
- Secret Beneath the Sea – (1963)
- Crane – serie TV, 39 episodi (1963-1965)
- ITV Play of the Week – serie TV, 5 episodi (1961-1965)
- Front Page Story – serie TV, episodi 1x19 (1965)
- Armchair Mystery Theatre – serie TV, episodi 1x13-3x10 (1960-1965)
- The Rat Catchers – serie TV, 26 episodi (1966-1967)
- Callan – serie TV, episodi 1x5 (1967)
- Agente segreto (Man in a Suitcase) – serie TV, episodi 1x29 (1968)
- Sherlock Holmes – serie TV, episodi 2x4 (1968)
- Two in Clover – serie TV, episodi 1x3-1x6 (1969)
- Il mio amico fantasma (Randall and Hopkirk (Deceased) – serie TV, episodi 1x2 (1969)
- Adam Strange (Strange Report) – serie TV, episodi 1x9 (1969)
- Never a Cross Word – serie TV, episodi 2x7 (1970)
- NBC Experiment in Television – serie TV, episodi 4x4 (1970)
- W. Somerset Maugham – serie TV, episodi 2x2 (1970)
- Two D's and a Dog – serie TV, episodi 1x2 (1970)
- Menace – serie TV, episodi 1x4 (1970)
- The Mating Machine – serie TV, episodi 1x6 (1970)
- Steptoe and Son – serie TV, episodi 6x5 (1970)
- Paul Temple – serie TV, episodi 3x1 (1971)
- Comedy Playhouse – serie TV, episodi 11x6 (1971)
- Bachelor Father – serie TV, 6 episodi (1970-1971)
- Tom Brown's Schooldays – serie TV, episodi 1x1-1x3-1x5 (1971)
- The Challengers – serie TV, episodi 1x6 (1972)
- The Man Outside – serie TV, episodi 1x6 (1972)
- ITV Saturday Night Theatre – serie TV, episodi 4x7 (1971-1972)
- The Main Chance – serie TV, episodi 3x10 (1972)
- Scoop – serie TV, episodi 1x1-1x2-1x7 (1972)
- Le avventure di Black Beauty (The Adventures of Black Beauty) – serie TV, episodi 2x24 (1974)
- Second Time Around – serie TV, 12 episodi (1974-1975)
- Village Hall – serie TV, episodi 2x1 (1975)
- The Galton & Simpson Playhouse – serie TV, episodi 1x7 (1977)
- Raffles, ladro gentiluomo (Raffles) – serie TV, episodi 1x13 (1977)
- Sykes – serie TV, episodi 6x2 (1978)
- Il ritorno di Simon Templar (Return of the Saint) – serie TV, episodi 1x7 (1978)
- Racing Game (The Dick Francis Thriller: The Racing Game) – serie TV, episodi 1x1 (1979)
- ITV Playhouse – serie TV, episodi 3x13-3x28-12x8 (1969-1980)
- A Sharp Intake of Breath – serie TV, episodi 4x6 (1981)
- Third Time Lucky – serie TV, episodi 1x1-1x2-1x6 (1982)
- Crown Court – serie TV, episodi 2x151-13x7 (1973-1984)
- Doctor Who – serie TV, 5 episodi (1983-1984)
- Bleak House – serie TV, episodi 1x2 (1985)
- Mornin' Sarge – serie TV, episodi 1x0 (1989)